# ويليام كورتيس برايسون
ويليام كورتيس برايسون (بالإنجليزية: William Curtis Bryson)‏ هو قاضي أمريكي، ولد في 19 أغسطس 1945 في هيوستن في الولايات المتحدة.

## وصلات خارجية
- ويليام كورتيس برايسون على موقع إن إن دي بي (الإنجليزية)